# Square Enix
Square Enix (株式会社スクウェア・エニックス, Kabushiki-gaisha Sukuwea Enikkusu) is een Japanse ontwikkelaar van computerspellen. Hiernaast geeft het bedrijf ook manga en enkele populaire anime-series uit, waaronder Fullmetal Alchemist. Square Enix staat het bekendst om hun RPG-reeksen, waaronder de Final Fantasy- en Dragon Quest-reeksen. Square Enix Co. Ltd is op 1 april 2003 ontstaan uit de fusie van Square Co. Ltd. met Enix. Officieel heeft Enix Square overgenomen. De aandeelhouders van Square kregen 0,81 aandelen van Square Enix voor 1 aandeel van Square terwijl de Enix aandeelhouders 1 aandeel kregen voor 1 Enix aandeel. Binnen het nieuwe bedrijf namen de mensen van Square de leiding over, waardoor het leek dat Square Enix had overgenomen in plaats van andersom.

## Eigendommen

### Computerspelseries
- Final Fantasy (van Square, begonnen op de NES in 1987)
- Dragon Quest (van Enix, begonnen op de MSX in 1986)
- Itadaki Street (van Enix, begonnen op de NES in 1988)
- SaGa (van Square, begonnen op de Game Boy in 1989)
- Seiken Densetsu (Mana buiten Japan, van Square, begonnen op de Game Boy in 1991)
- Chrono Trigger (van Square, begonnen op de SNES in 1995)
- Front Mission (van Square, begonnen op de SNES in 1995)
- Star Ocean (van Enix, begonnen op de SNES in 1997)
- Drakengard (in ontwikkeling voor Enix, maar uitgebracht onder Square Enix, begonnen op de PlayStation 2 in 2003)
- Kingdom Hearts (van Square samen met Disney, begonnen op de PlayStation 2 in 2002)
- Life is Strange (van Square Enix in 2013)

### Films
- Final Fantasy: The Spirits Within

Een CGI-animatiefilm die qua techniek en beelden hoogstaand was, maar door het slechte verhaal flopte de film.
- Final Fantasy VII: Advent Children

Een CGI-animatiefilm gebaseerd op Squares succesvolle PlayStation-spel Final Fantasy VII. Het speelt zich twee jaar na het origineel af.